# Служба безбедности Украјине
Служба безбедности Украјине (укр. Служба безпеки України, СБУ) је орган за спровођење закона и главна обавештајна служба Украјине, задужен за области контраобавештајне делатности и борбе против тероризма. Према закону, то је државни орган посебне намене са принудним функцијама, који обезбеђује државну безбедност Украјине. СБУ је директно потчињена председнику Украјине.

## Историјат и надлежности
Врховна рада Украјине је 20. септембра 1991. године усвојила резолуцију „О успостављању Службе националне безбедности Украјине“. Истом резолуцијом је укинут Комитет државне безбедности Украјинске ССР.
Врховна рада је 25. марта 1992. усвојила Закон „О Служби безбедности Украјине“. Овај закон дефинише приоритетне надлежности СБУ:
- заштита државног суверенитета, уставног поретка, територијалног интегритета, економског, научног, техничког, одбрамбеног потенцијала Украјине, легитимних интереса државе и права грађана од обавештајних активности страних специјалних служби, субверзивних задирања појединих организација и појединаца;
- спречавање, откривање и разоткривање злочина против мира и безбедности човечанства, тероризма, корупције и организованог криминала у области администрације, привреде и других незаконитих радњи које директно угрожавају виталне интересе Украјине;
- информационо-аналитичке активности у циљу помоћи руководству Украјине у спровођењу спољне и унутрашње политике у правцу изградње државе, јачања њене одбрамбене способности и економског потенцијала, ширења међународне сарадње.

## Кршење људских права и слободе говора
Према извештајима Посматрачке мисије УН за људска права у Украјини, особље СБУ је одговорно за више случајева кршења људских права, укључујући присилне нестанке, сексуално насиље и мучење.
Године 2016. Amnesty International и Human Rights Watch су известили да СБУ управља тајним заточеничким објектима у којима се цивили држе без комуникације и подвргавају се неприкладном третману и мучењу. Према извештајима УН, СБУ користи широко тумачење и примену украјинског Кривичног закона против независних украјинских новинара, блогера и медијских активиста.